# Laodike (Tochter des Mithridates V.)
Laodike († um 105 v. Chr.) war eine Tochter des Mithridates V. von Pontos und heiratete ihren Bruder Mithridates VI. von Pontos. Als dieser einen Aufenthalt in Kleinasien machte, wurde sie ihm untreu und wollte ihn, als er heimkam, mit Gift beseitigen, wurde aber verraten und hingerichtet. Sie hatte eine Tochter namens Drypetine.